# Braulio Luna
Braulio Luna Guzmán (Città del Messico, 8 settembre 1974) è un allenatore di calcio ed ex calciatore messicano, di ruolo centrocampista.

## Palmarès

### Giocatore

#### Competizioni nazionali
- Campionato messicano: 1

America: Verano 2002

#### Competizioni internazionali
- CONCACAF Giants Cup: 1

America: 2001
- CONCACAF Champions League: 1

Cruz Azul: 2013-2014